# 南京地铁14号线
南京地铁14号线是南京地铁正在规划中的一条跨江地铁线路，计划使用4B编组。截止2020年，已经确定的规划为该线的过江通道，此过江通道已列入国务院印发的长江干线过江通道布局规划 （2020—2035 年）以及国家发改委印发的长江三角洲地区交通运输更高质量一体化发展规划。据东方卫报报道，该线起点马鞍机场站，终点聚宝山站，线路全长约48公里。